# Vitpannad albatross
Vitpannad albatross (Thalassarche bulleri) är en fågel i familjen albatrosser inom ordningen stormfåglar.

## Utseende

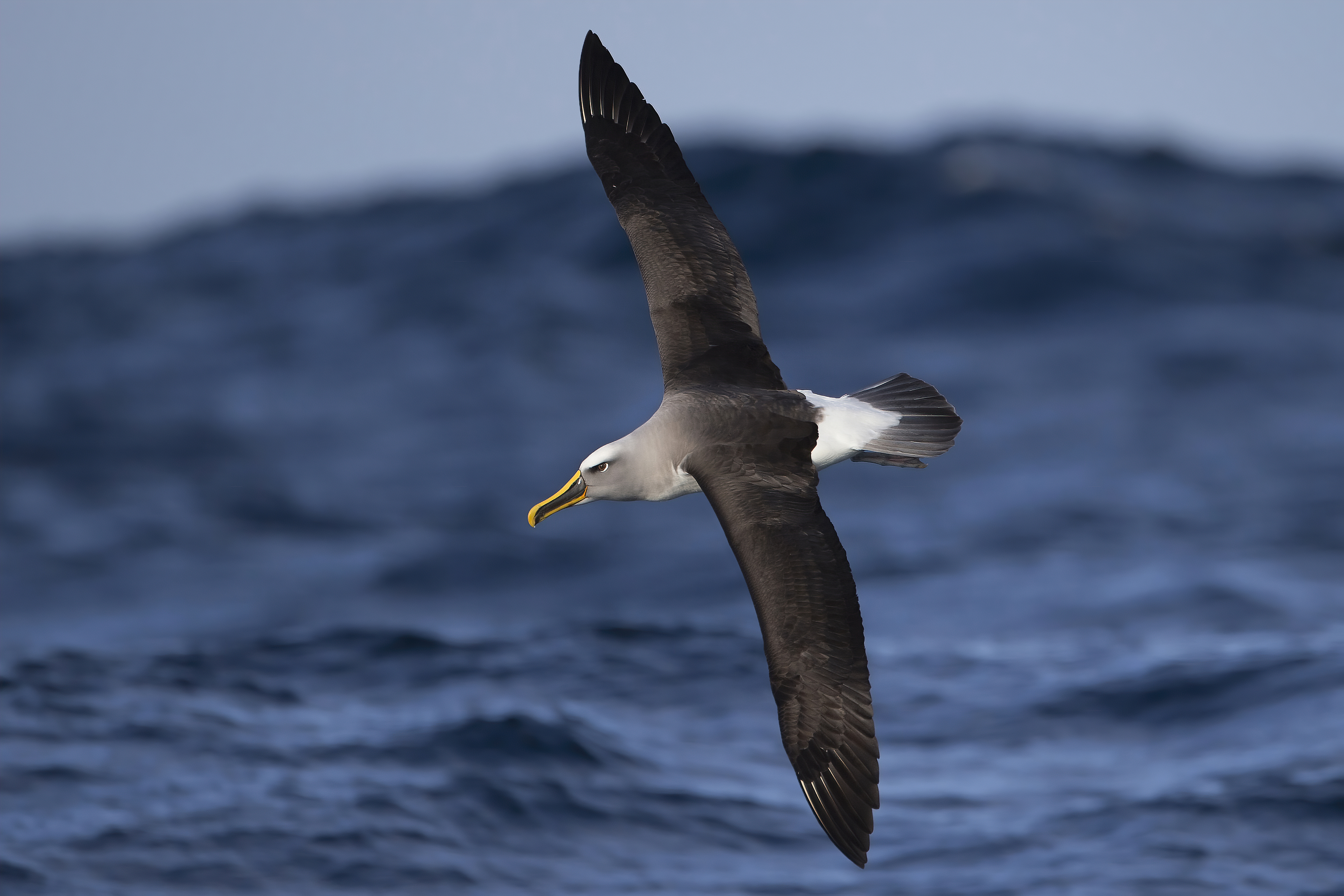

Den vitpannade albatrossen är en gråhuvad, svartvit och relativt liten albatross som mäter 79 centimeter. Adult fågel har silvergrå panna, grått huvud och grå strupe. Runt och framför ögat är den svart, med en vit halvmåne bakom och under. Ryggen, vingarnas ovansidor och stjärten är mörkgrå, medan undersidan och övergumpen är vit. Vingundersidan är vit med en bred svart vingkant och vingspets. Näbben är stor och svart, med gult spets. Ungfågeln har mer brungrått huvud och brunaktig näbb.

## Utbredning och systematik

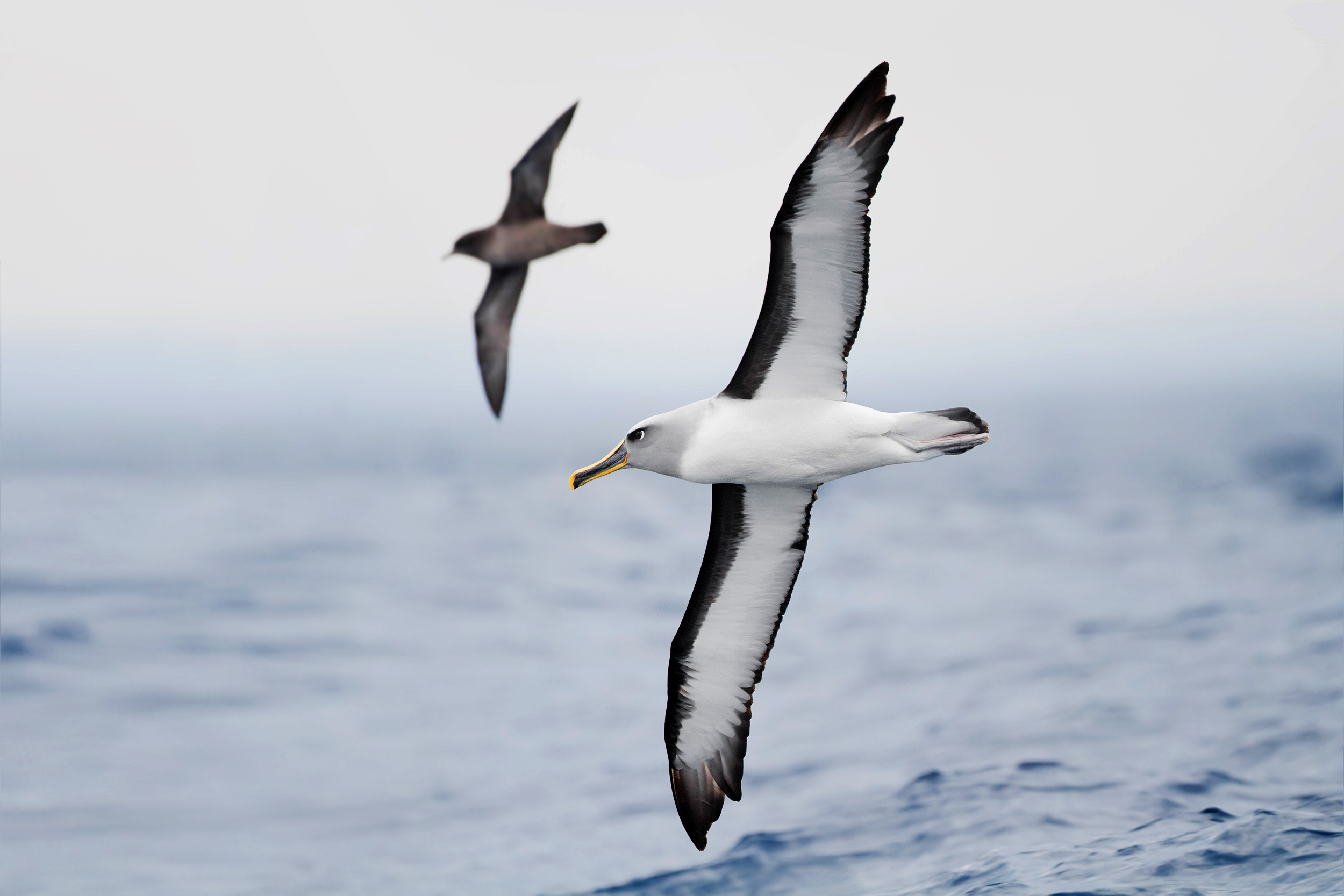

Fågeln häckar enbart på öar kring Nya Zeeland, bland annat Snareöarna och Solanderöarna. Numera delas den vanligen in i två underarter med följande utbredning:
- T. b. bulleri – Solanderöarna och Snareöarna
- T. b. platei – Chathamöarna och ögruppen Three Kings Islands nordväst om Nordön

Efter häckningen sprider sig både ungfåglar och adulta individer österut i södra Stilla havet till Sydamerikas västkust. Tillfälligtvis har den observerats vid Falklandsöarna och i Sydafrika.

## Ekologi
Vitpannad albatross häckar till skillnad från flera andra albatrossarter varje år, i kolonier belagda på gräsängar, i sluttningar och på klippor vid havet, i buskmark och även i skog. På Snareöarna läggs äggen i januari, kläcks i mars–april och ungarna blir flygga augusti–september. På Chathamöarna läggs äggen tidigare, i oktober–november, kläcks i januari och ungarna lämnar boet juni–juli. Först när fågeln är tre år gammal återvänder den till häckningskolonierna och den blir könsmogen först efter tio till tolv år.
Fågeln födosöker vanligtvis individuellt, men kan samlas i stora flockar där det finns mycket mat. Den har setts dyka grunt i vattnet i jakt på föda, huvudsakligen fisk, manteldjur och tioarmade bläckfiskar, men även åttaarmade bläckfiskar och kräftdjur.

## Status och hot
1998 bedömdes världspopulationen till 30 500 häckande par. Ungfåglar och icke-häckande fåglar kan röra sig österut i södra Stilla havet, ända till Sydamerikas västra kust. IUCN kategoriserar vitpannad albatross som nära hotad (NT) trots det begränsade utbredningsområdet eftersom populationen verkar stabil och öarna den häckar på är förhållandevis spridda, vilket gör att risken för att plötsliga händelser ska påverka beståndet drastiskt, är relativt liten.